# アンゴラとロシアの関係
アンゴラとロシアの関係（アンゴラとロシアのかんけい、ロシア語: Российско-Ангольские Отношения、英語: Angola–Russia Relations）では、アンゴラとロシア連邦の両国関係について述べる。両国は大使を交換し、双方の首都であるルアンダとモスクワに大使館を設置している他、アンゴラがサンクトペテルブルクに名誉総領事を置いている。アンゴラとロシア連邦の両国関係はロシア連邦の前身であるソビエト連邦の時代からのものであり、アンゴラ独立とアンゴラ内戦の際、アンゴラ解放人民運動 (MPLA)を支持したことが縁起である。

## アンゴラ・ロシア関係史

### アンゴラとソビエト連邦の関係（1975～1991年）
1976年の段階でソ連はアンゴラに対して軍事援助1億800万ドルの供与と軍事顧問170人を派遣している。

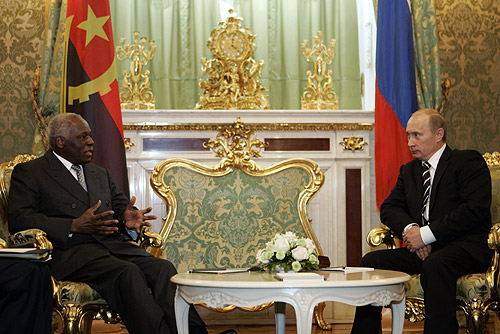
ロシアのウラジーミル・プーチン大統領とアンゴラのジョゼ・エドゥアルド・ドス・サントス大統領（2006年撮影）

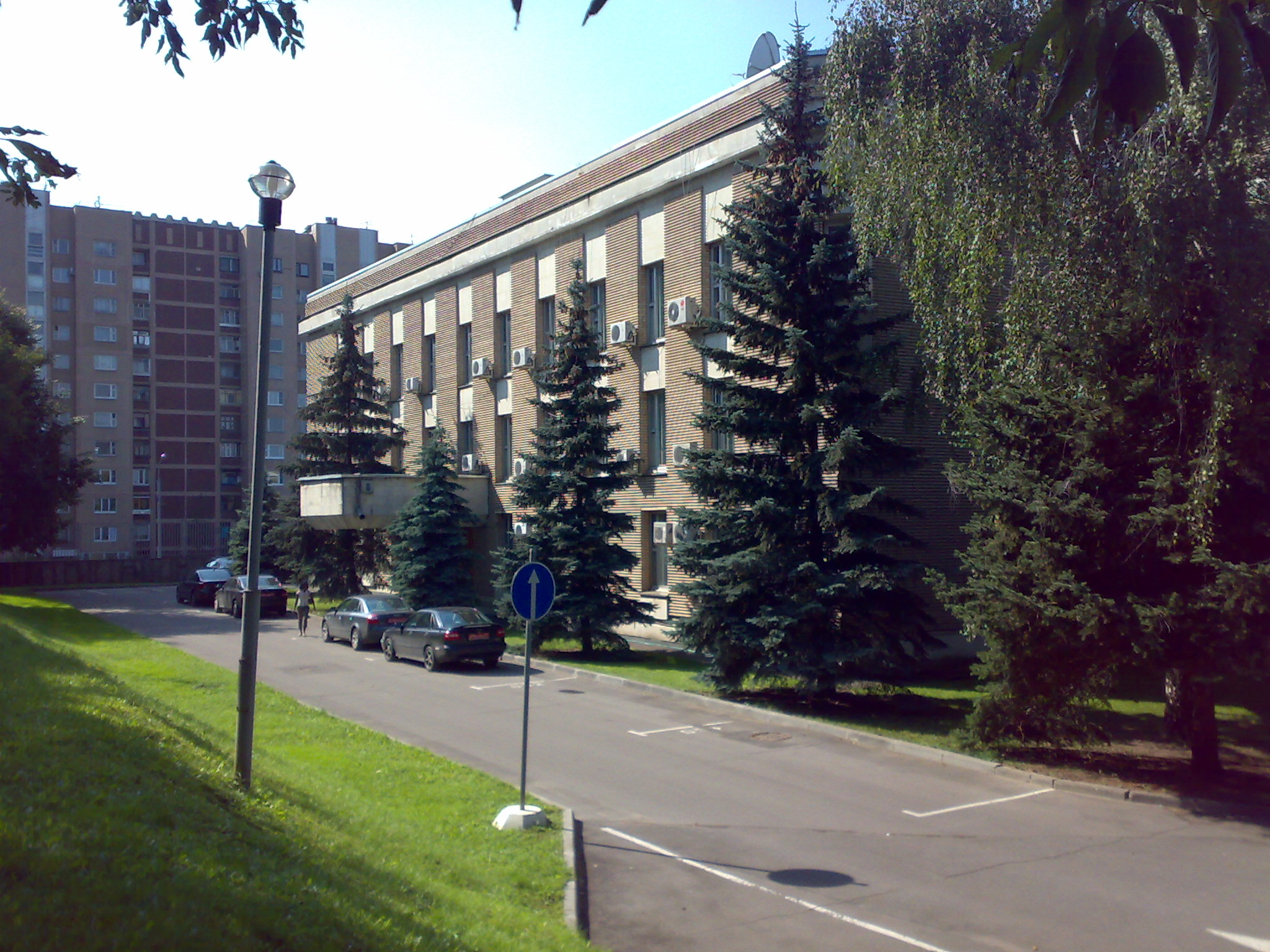
モスクワに設置された在ロシア連邦アンゴラ大使館

### アンゴラとロシア連邦の関係（1991年以降）
1998年にアンゴラのジョゼ・エドゥアルド・ドス・サントス大統領はロシアを訪問した。
2006年9月にアンゴラのドス・サントス大統領はロシアを訪問し、ロシアのウラジーミル・プーチン大統領と会談した。
2009年6月にドミートリー・メドヴェージェフ大統領は、エジプト・ナイジェリア・ナミビア・アンゴラのアフリカ4カ国を歴訪し、エネルギー分野での経済協力協定を締結した。
2012年2月14日、アンゴラとロシアは高等教育分野における協力協定と、経済・科学技術・貿易協力に関する政府間委員会において議定書に調印した。2012年2月、ダイアモンド採掘合弁会社設立で合意した。
2013年4月2日から4日の日程でアンゴラのジョルジス・レベロ・シコティ外相はロシアを訪問し、ロシアのセルゲイ・ラヴロフ外相と会談した。
2012年9月3日、ロシアのプーチン大統領はアンゴラのドス・サントス大統領に名誉勲章を授与することを決定した。
2012年12月21日、アンゴラ初の人工衛星製作に関してロシアが協力することが決定した。
2013年6月20日から22日の日程で、アンゴラのジョルジス・レベロ・シコティ外相はロシアで開催された国際経済フォーラムに出席した。
2013年8月7日から8日の日程で、ルアンダでロシア・アンゴラ・ビジネスフォーラムが開催された。フォーラムには、ロシア側からKAMAZ、ルスギドロのグループ企業ギドロプロイェクトインスティテュート、ガスプロムネフチ、テフノプロメクスポルト、統一エネルギーシステム、アルロッサ、ロシア鉄道インターナショナル、ロスオボロネクスポルトなどの各企業の代表が参加した。アンゴラ政府からは経済相、地質・鉱業相、産業相ら閣僚が出席した。またドミトリー・ロバーチ駐アンゴラ大使による記念講演が行われた。 
2013年9月、アンゴラのピエダーデ・ドス・サントス国会議長がロシアを訪問し、アンゴラ・ロシア両国の協力関係について話し合いを行った。ロシアのセルゲイ・ドンスコイ天然資源相は、アンゴラ側に2国間での条約履行のための基本法設立（特にアンゴラの鉱物資源
の輸出に関して）を要求した。
2013年10月7日、ドミトリー・ロゴージン副首相がアンゴラを訪問し、漁業・保健・文化の3分野でアンゴラとの協定と、経済・科学技術・商業分野での議定書に調印した。また同副首相はアンゴラ・ロシア連邦両国の安全保障協力も確約した。
2013年10月31日、アンゴラ政府は衛星遠距離通信網（アンゴサット）整備のため、ロシア製衛星システムの設置（2017年を想定）に3億2700万ドルを投資することを決定した。